# Weißgerbergasse

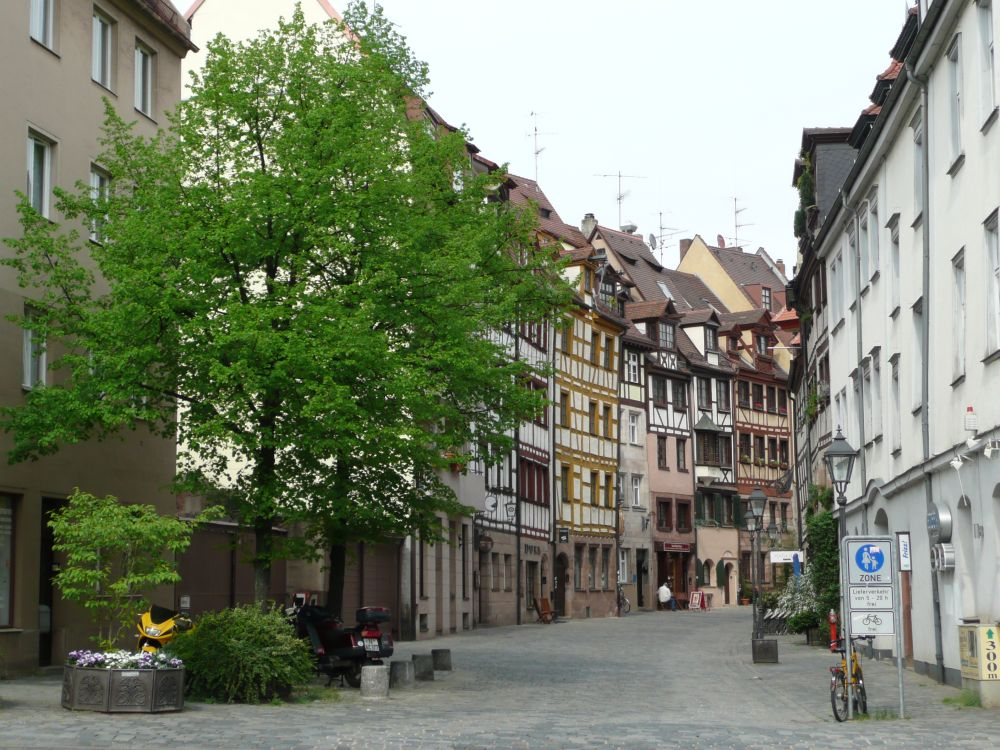
La Weißgerbergasse à Nuremberg, en direction nord-est

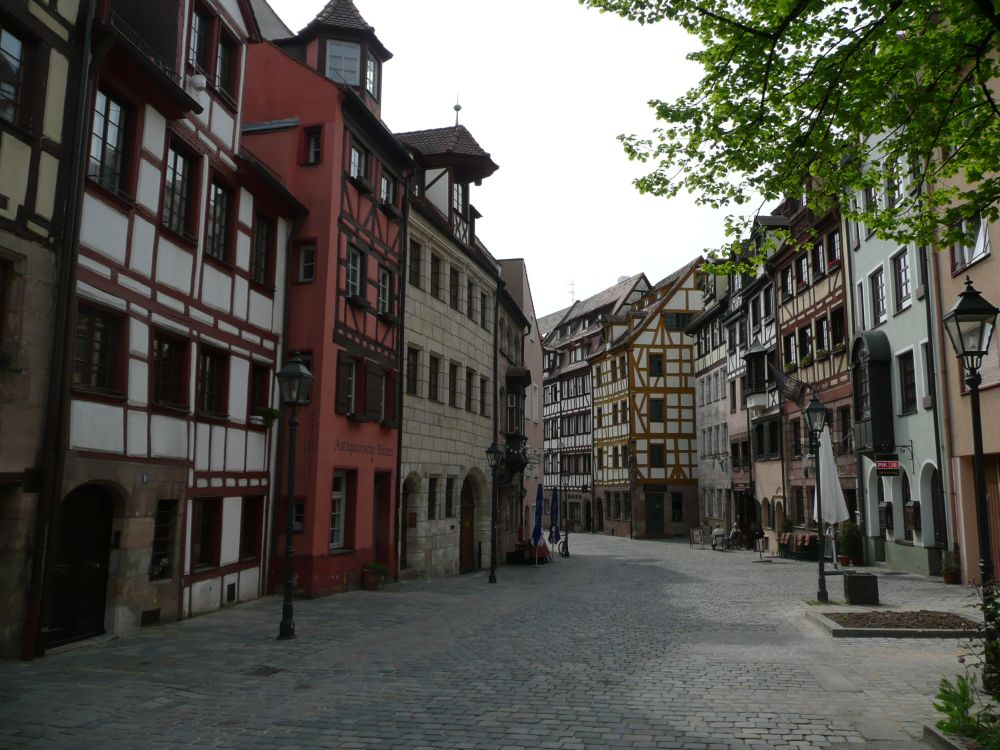
La Weißgerbergasse à Nuremberg, vue en direction ouest

Weißgerbergasse est une rue de Nuremberg. C'est l'un des rares ensembles architecturaux conservés de la vieille ville de Nuremberg. EIle est bordée de bars, de restaurants et de galeries.
La Weißgerbergasse est située dans la vieille ville de Sebald au nord de la rivière Pegnitz. Elle mène de Maxplatz, située au sud près de la Pegnitz, d'abord au nord-est, puis à l'est en direction de l'église Saint-Sébald jusqu'au Weinmarkt.  

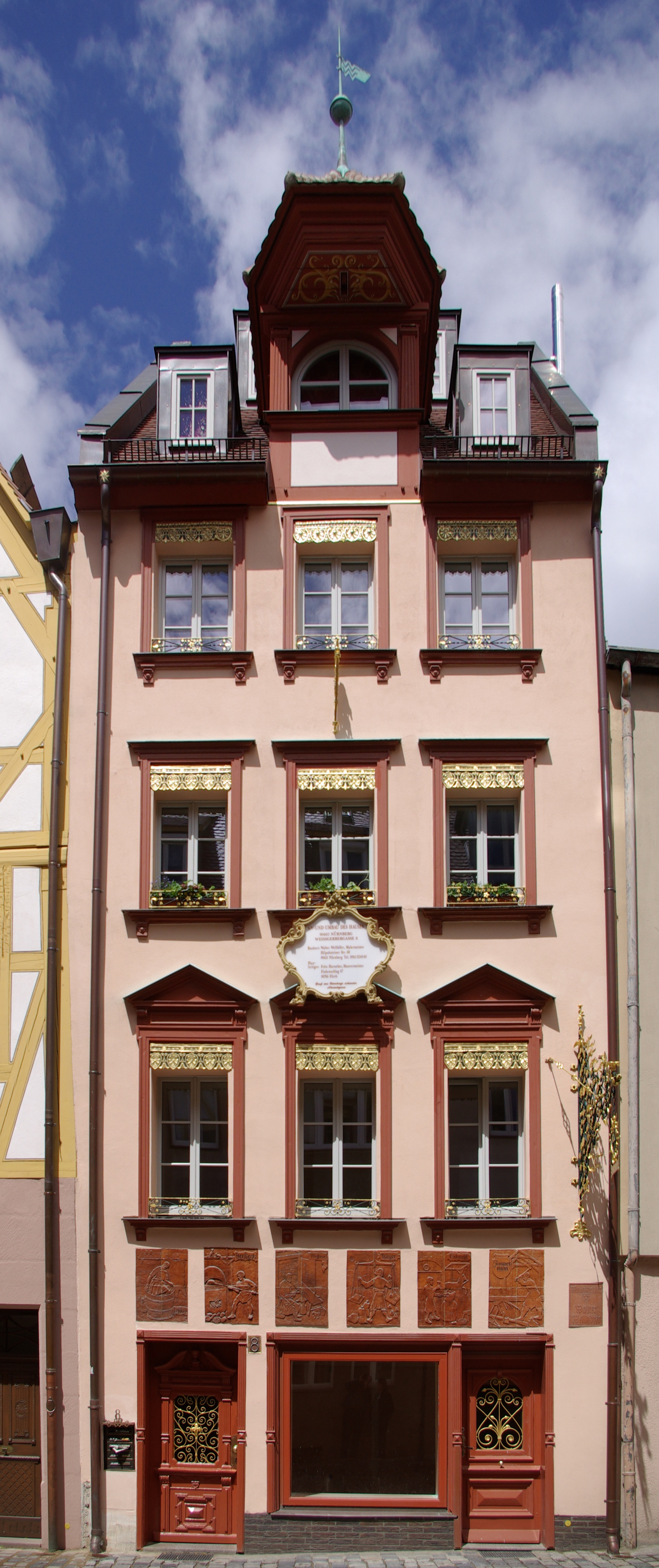
Maison Weißgerbergasse 8.

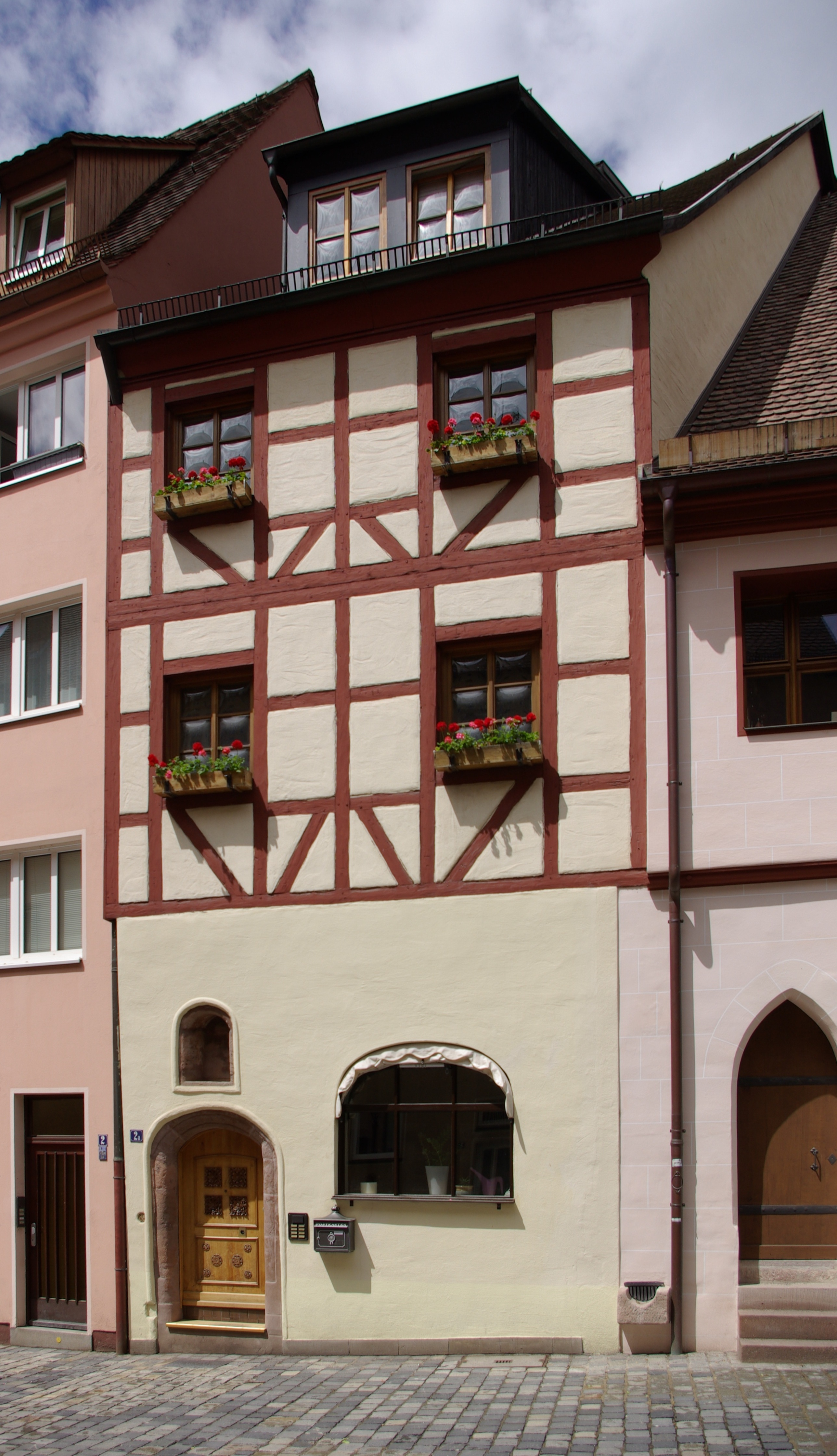
Maison Weißgerbergasse 2a.

Une vingtaine de maisons médiévales à colombages dans la Weißgerbergasse ont survécu aux raids aériens intensifs sur Nuremberg. La Weißgerbergasse reflète donc un morceau du Nuremberg historique, dans le vieux quartier des artisans du Burgviertel. 

## Histoire
Le nom de la rue vient des tanneurs blancs, qui au Moyen Âge s'y étaient établis et utilisaient de l'alun, du sel, de la farine, des œufs et de l'huile d'arbre, des peaux brutes. Le tannage des peaux d'animaux consommant beaucoup d'eau et causant également une nuisance olfactive non négligeable, ce n'est pas un hasard si la quasi-totalité des maisons artisanales disposaient d'un puits privé et étaient situées à la sortie du bourg près de la rivière Pegnitz.
C'est grâce aux amis de la vieille ville de Nuremberg et aux propriétaires que la plupart des maisons ont été rénovées avec amour et que l'on a un aperçu de ce à quoi ressemblait autrefois le vieux Nuremberg.
Dans les années 1970, les structures à colombages de la Weißgerbergasse étaient encore en plâtre. C'est pourquoi les amis de la vieille ville ont participé de manière motivante, planifiée et financièrement à la rénovation des façades à pans de bois et des toitures des maisons des Weißgerbergasse 21, 23, 26, 30 et 35. Les expositions à colombages des amis de la vieille ville, à travers lesquelles la ruelle est devenue une rue vitrine et une attraction touristique, ont été saluées, mais aussi critiquées.

## Attractions
Erich Mulzer a écrit à propos de l'ensemble de la Weißgerbergasse et de ses curiosités : « Avec 22 vieilles maisons, la Weißgerbergasse est la rue la mieux conservée de la vieille ville d'aujourd'hui. Contrairement au Füll, cependant, les maisons plus étroites et principalement à colombages prédominent ici. Bien que la largeur et la hauteur des rues des maisons soient à peu près les mêmes que dans le Füll, le résultat est une image beaucoup plus vivante et colorée - caractéristique des ruelles artisanales de la vieille ville, dans lesquelles il y avait toujours une vie diversifiée et active. Les œuvres d'art, en revanche, passent au second plan dans l'impression générale : il n'y a ici qu'un seul chœur ancien (au n° 25), et les lucarnes du toit sont pour la plupart sans fioritures.

## Littérature
- Julius Lincke : Réflexions sur les expositions à colombages des amis de la vieille ville dans l'année de protection des monuments 1975 . Dans : Rapports de la vieille ville de Nuremberg. Ed. : Altstadtfreunde Nürnberg e. V., n° 1, 1976, pp. 39-44
- Erich Mulzer : La destruction de la vieille ville de Nuremberg dans la guerre aérienne. Dans : Rapports de la vieille ville de Nuremberg. n° 4, 1979, p. 45-74
- Erich Mulzer : Les amis de la vieille ville exposent-ils trop de bois ? Dans : Rapports de la vieille ville de Nuremberg. n° 7, 1982, p. 75-88
- Erich Mulzer : Le style de Nuremberg en architecture . Dans : Rapports de la vieille ville de Nuremberg. N° 10, 1985, p. 27-56
- Wiltrud Fischer-Pache
- Erich Mulzer : Maisons Gerber et tanneurs à Nuremberg. Dans : Rapports de la vieille ville de Nuremberg. N° 27, 2002, p. 37-76
- John Patrick Zeitler : Les fouilles dans la Weißgerbergasse 10 : Une nouvelle image du métro de Nuremberg. Dans : Rapports de la vieille ville de Nuremberg. No. 28, 2003, pp. 81-92 (L'auteur est l'archéologue de la ville de Nuremberg)

## Liens web
- Manfred Wirth : Weißgerbergasse - Photos
- Fouilles à la Weißgerbergasse 10 PDF
- Altstadtfreunde Nürnberg : Weißgerbergasse 10 - la Dr.-Erich-Mulzer-Haus

## Sources
- Michael Diefenbacher, Rudolf Endres (Hrsg.): Stadtlexikon Nürnberg. 2., verbesserte Auflage. W. Tümmels Verlag, Nürnberg 2000,  (ISBN 3-921590-69-8) (online).

- Autres ressources

1. ↑  Erich Mulzer: Der Nürnberger Fachwerkbau. In: Mitteilungen des Vereins für Geschichte der Stadt Nürnberg (MVGN), Band 55 (1967/68), Seite 300–331
2. ↑  H. Hedayati: Chörlein. Ein Spaziergang in der Nürnberger Altstadt.« http://www.seniorennetz-erlangen.de/ErlangenVirtuell/hedayati/choerlein/inhalt.html »(Archive.org • Wikiwix • Archive.is • Google • Que faire ?), mars 2018 Juli 2004 (aktualisiert 2011)
3. ↑  Abgeschlossene Bauprojekte der Nürnberger Altstadtfreunde - PDF« http://altstadtfreunde-nuernberg.de/fileadmin/media/documents/AF_infobroschuere_2009.pdf »(Archive.org • Wikiwix • Archive.is • Google • Que faire ?), mars 2018
4. ↑  Erich Mulzer: Sechs Jahrzehnte Arbeit für die Altstadt. Zum Gedenken an Julius Lincke. In: Nürnberger Altstadtberichte Nr. 17, 1992, S. 93–96
5. ↑  Erich Mulzer: Das Burgviertel. In: Erich Mulzer: Baedeker Nürnberg - Stadtführer, 9. Auflage. Von Karl Baedeker. Ostfildern-Kemnat: Baedeker, 2000, 134 S.,  (ISBN 3-87954-024-1)